# 布克欧
布克欧（法語：Bouquehault，法語發音：[buk(ə)o]）是法国上法蘭西大區加来海峡省的一个市镇，属于加来区。

## 地理
布克欧（50°49'36"N, 1°54'12"E）面积8.04 平方千米，位于法国上法蘭西大區加来海峡省，该省份为法国北部沿海省份，西北濒北海，南至索姆省，东临北部省。
与布克欧接壤的市镇（或旧市镇、城区）包括：罗德兰冈、利克、阿朗邦、康帕涅莱吉讷、吉讷、埃尔默兰冈。
布克欧的时区为UTC+01:00、UTC+02:00（夏令时）。

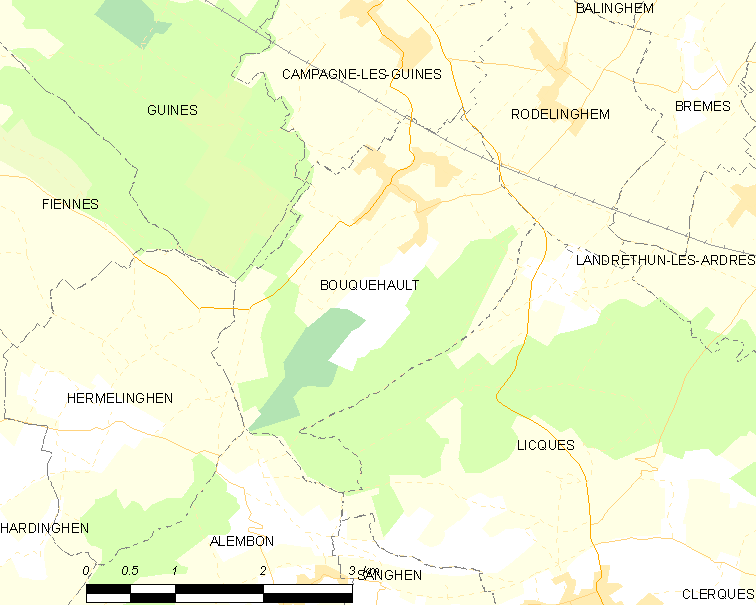
布克欧的OSM定位图

## 行政
布克欧的邮政编码为62340，INSEE市镇编码为62161。

## 政治
布克欧所属的省级选区为加来第二县。

## 人口

1962-2008年间布克欧人口变化图示

布克欧于2022年1月1日时的人口数量为794人。